# Beleg van Edo
Het Beleg van Edo, ook bekend als de Slag bij Takanawahara, vond plaats in januari 1524 toen de Hojo, onder leiding van Hojo Ujitsuna, kasteel Edo belegerden, dat beheerd werd door Uesugi Tomooki. Hoewel Edo later de Japanse metropool Tokio zou worden, was het in deze periode nog een onbeduidend vissersdorp in de regio Kanto.
Uesugi Tomooki leidde zijn troepen het kasteel uit om de Hojo op het slagveld te treffen bij een oversteekpunt van de rivier Takanawa. Hojo Ujitsuna leidde zijn troepen echter om de troepen van Uesugi heen en viel hen van achter aan. Uesugi trok zich vervolgens terug richting het kasteel, waar echter bleek dat de commandant van het garnizoen, Ota Suketaka, hem had verraden en de poorten had geopend voor de Hojo.
Deze slag zou het begin inluiden van een zeventien jaar lang conflict tussen de Hojo en Uesugi voor de macht in de regio Kanto.